# ارزیابی مسیر نمادی
ارزیابی مسیر نمادی (به انگلیسی: Symbolic trajectory evaluation) (اختصاری STE) یک فناوری بررسی مدل مبتنی‌بر شبکه است که از نوعی شبیه‌سازی نمادی استفاده می‌کند. STE اساساً برای سخت‌افزار رایانه استفاده می‌شود، که یعنی درستی‌سنجی مدار. این تکنیک از آهنجش استفاده می‌کند، به این معنی که جزئیات رفتار مدار از مدل مداری حذف می‌شود. اولین بار توسط کارل سِگر و رَندی برایانت در سال ۱۹۹۵ به عنوان جایگزینی برای وارسی مدل نمادی «کلاسیک» توسعه یافت.